# 2010 w informatyce
Kalendarium informatyczne 2010 roku
- 27 stycznia – Apple zaprezentowało iPad[1].
- marzec – Ben Silbermann uruchomił Pinterest[1].
- 30 kwietnia – wydano Adobe Photoshop CS5 (12.0)[1].
- 24 czerwca – Apple zaprezentował iPhone’a 4[1].
- czerwiec – uruchomiono serwis Quora[1].
- czerwiec – Samsung zaprezentował Samsung Galaxy S[1].
- 27 lipca – Blizzard Entertainment wydał grę komputerową StarCraft II[1].
- 19 sierpnia – Intel kupił firmę McAfee[1].
- 2 września – Samsung wydał pierwszy tablet: Samsung Galaxy Tab[1].
- 28 września – został wydany LibreOffice[1].
- 30 września – Google udostępniło format obrazu WebP[1].
- 11 października – Microsoft ogłosił plany wydania Windows Phone 7[1].
- październik – uruchomiono Instagram[1].
- Facebook wprowadził komunikator internetowy Messenger[1].
- Dominację na rynku komputerowym uzyskały cztery firmy: Google, Amazon, Facebook i Apple. Wkrótce upowszechnił się skrót GAFA, określający największych graczy w przemyśle komputerowym[2][3].
- Na rynku pojawił się Xbox 360 Kinect[4].
- W Polsce wyłączono ostatni komputer Odra 1305[5].
- Liczba użytkownik polskiego serwisu społecznościowego Nasza-klasa przekroczyła 14 milionów[6].